# Колосково (Нижегородская область)
Ко́лосково — деревня в городском округе Семёновский. Входит в состав Медведевского сельсовета.

## Описание
Расположена в 2 км от административного центра сельсовета — деревни Медведево и 58 км от областного центра — Нижнего Новгорода.
| 2002 | 2010 |
| ---- | ---- |
| 26   | ↘18  |

## География
Деревня расположена на правом берегу реки Чернушки.